# Ted Moore
Ted Moore (ur. 7 sierpnia 1914 w Benoni, zm. 1987 w Surrey) – brytyjski operator filmowy południowoafrykańskiego pochodzenia. Autor zdjęć do siedmiu klasycznych filmów o Jamesie Bondzie z lat 60. i 70. Laureat Oscara za najlepsze zdjęcia do filmu Oto jest głowa zdrajcy (1966) Freda Zinnemanna.

## Filmografia

### Operator
- Doktor No (1962), reż. Terrence Young
- Pozdrowienia z Rosji (1963), reż. Terrence Young
- Goldfinger (1964), reż. Guy Hamilton
- Operacja Piorun (1965), reż Terrence Young
- Oto jest głowa zdrajcy (1966), reż. Fred Zinnemann
- Diamenty są wieczne (1971), reż. Guy Hamiltin
- Żyj i pozwól umrzeć (1973), reż. Guy Hamilton
- Człowiek ze złotym pistoletem (1974), reż. Guy Hamilton

## Nagrody
- 1964 – Nagroda BAFTA w kategorii najlepsze zdjęcia do brytyjskiego filmu barwnego za Pozdrowienia z Rosji
- 1967 – Oscar w kategorii najlepsze zdjęcia do filmu barwnego za Oto jest głowa zdrajcy
- 1968 – Nagroda BAFTA w kategorii najlepsze zdjęcia do brytyjskiego filmu barwnego za Oto jest głowa zdrajcy